# У звідниці (Вермер)
«У звідниці» — картина нідерландського художника Яна Вермера (1632–1675). Створена в 1656 році. Зберігається у Галереї старих майстрів, Дрезден (інвен. номер Gal.-Nr. 1335).

## Опис
Картина «У звідниці» одна з багатьох робіт художника в жанрі побутової сцени. Сюжет сцени перегукується з євангельською притчею про блудного сина. У Вермера відвертий епізод зображений у борделі з усіма атрибутами розпусного життя: монета, яку кавалер пропонує дамі (плата за продане кохання), келихи вина в руках жінки і кавалера зліва, гриф, ймовірно, лютні, що, бувши алюзією на музику, асоціюється з любов'ю. Кавалер зліва, що звертає свій погляд до глядача, наче запрошує взяти участь в гулянці.